# Berindu
Berindu – wieś w Rumunii, w okręgu Kluż, w gminie Sânpaul. W 2011 roku liczyła 437 mieszkańców.